# Seznam kulturních památek v okrese Praha-západ
Tento seznam nemovitých kulturních památek v okrese Praha-západ vychází z  Ústředního seznamu kulturních památek ČR, který na základě zákona č. 20/1987 Sb., o státní památkové péči, vede Národní památkový ústav jako ústřední organizace státní památkové péče. Údaje jsou průběžně upřesňovány, přesto mohou obsahovat i řadu věcných a formálních chyb a nepřesností či být neaktuální. 
Pokud byly některé části dotčeného území vyčleněny do samostatných seznamů, měly by být odkazy na tyto dílčí seznamy uvedeny v úvodu tohoto seznamu nebo v úvodu příslušné sekce seznamu.
- Seznam kulturních památek v Jílovém u Prahy včetně části obce Luka pod Medníkem
- Seznam kulturních památek v Řevnicích
- Seznam kulturních památek ve Středoklukách
- Seznam kulturních památek v Dobrovízi
- Seznam kulturních památek v Mníšku pod Brdy včetně části obce Stříbrná Lhota
- Seznam kulturních památek v Roztokách včetně části obce Žalov

## Buš
| Památka               | Fotografie        | Rejstříkové číslo v ÚSKP                                                             | Sídelní útvar                                               | Poloha                                                      | Popis a poznámky                                         |
| --------------------- | ----------------- | ------------------------------------------------------------------------------------ | ----------------------------------------------------------- | ----------------------------------------------------------- | -------------------------------------------------------- |
| Boží muka (Q37023526) | \| \| \| \| \| \| | 28221/2-2401 Pam. katalog MIS                                                        | Buš                                                         | při silnici k Slapům 49°48′15,44″ s. š., 14°23′12,43″ v. d. | Boží muka · Zapsáno do státního seznamu před rokem 1988. |
|                       |                   | Hledat fotografie a kategorie ve Wikimedia Commons podle rejstříkového čísla památky | Nahrát snímek k tomuto tématu do úložiště Wikimedia Commons |                                                             |                                                          |

## Černošice
|  | Kategorie „Church of the Assumption of the Virgin Mary in Černošice “ na Wikimedia Commons | Hledat fotografie a kategorie ve Wikimedia Commons podle rejstříkového čísla památky | Nahrát snímek k tomuto tématu do úložiště Wikimedia Commons |  |

|  | Kategorie „Poštovní 215 (Černošice) “ na Wikimedia Commons | Hledat fotografie a kategorie ve Wikimedia Commons podle rejstříkového čísla památky | Nahrát snímek k tomuto tématu do úložiště Wikimedia Commons |  |

|  | Kategorie „Hořejšova vila “ na Wikimedia Commons | Hledat fotografie a kategorie ve Wikimedia Commons podle rejstříkového čísla památky | Nahrát snímek k tomuto tématu do úložiště Wikimedia Commons |  |

|  | Kategorie „Kratochvílova vila (Černošice) “ na Wikimedia Commons | Hledat fotografie a kategorie ve Wikimedia Commons podle rejstříkového čísla památky | Nahrát snímek k tomuto tématu do úložiště Wikimedia Commons |  |

|  |  | Hledat fotografie a kategorie ve Wikimedia Commons podle rejstříkového čísla památky | Nahrát snímek k tomuto tématu do úložiště Wikimedia Commons |  |

|  | Kategorie „Myslivna Na Stráži (Černošice) “ na Wikimedia Commons | Hledat fotografie a kategorie ve Wikimedia Commons podle rejstříkového čísla památky | Nahrát snímek k tomuto tématu do úložiště Wikimedia Commons |  |

|  | Kategorie „Fröhlichova vila “ na Wikimedia Commons | Hledat fotografie a kategorie ve Wikimedia Commons podle rejstříkového čísla památky | Nahrát snímek k tomuto tématu do úložiště Wikimedia Commons |  |

|  | Kategorie „Dr. Janského 405 (Černošice) “ na Wikimedia Commons | Hledat fotografie a kategorie ve Wikimedia Commons podle rejstříkového čísla památky | Nahrát snímek k tomuto tématu do úložiště Wikimedia Commons |  |

|  | Kategorie „Zemanův letohrádek (Černošice) “ na Wikimedia Commons | Hledat fotografie a kategorie ve Wikimedia Commons podle rejstříkového čísla památky | Nahrát snímek k tomuto tématu do úložiště Wikimedia Commons |  |

## Červený Újezd
|  | Kategorie „Penitence cross at the house nr 4 (Červený Újezd) “ na Wikimedia Commons | Hledat fotografie a kategorie ve Wikimedia Commons podle rejstříkového čísla památky | Nahrát snímek k tomuto tématu do úložiště Wikimedia Commons |  |

|  | Kategorie „Penitence cross from Červený Újezd (Unhošť) “ na Wikimedia Commons | Hledat fotografie a kategorie ve Wikimedia Commons podle rejstříkového čísla památky | Nahrát snímek k tomuto tématu do úložiště Wikimedia Commons |  |

|  | Kategorie „Wayside cross (Červený Újezd, Prague-West District) “ na Wikimedia Commons | Hledat fotografie a kategorie ve Wikimedia Commons podle rejstříkového čísla památky | Nahrát snímek k tomuto tématu do úložiště Wikimedia Commons |  |

|  | Kategorie „Pilgrim trail Prague Loreta - Hájek Loreta “ na Wikimedia Commons | Hledat fotografie a kategorie ve Wikimedia Commons podle rejstříkového čísla památky | Nahrát snímek k tomuto tématu do úložiště Wikimedia Commons |  |

|  | Kategorie „Hájek Monastery “ na Wikimedia Commons | Hledat fotografie a kategorie ve Wikimedia Commons podle rejstříkového čísla památky | Nahrát snímek k tomuto tématu do úložiště Wikimedia Commons |  |

## Číčovice
|  |  | Hledat fotografie a kategorie ve Wikimedia Commons podle rejstříkového čísla památky | Nahrát snímek k tomuto tématu do úložiště Wikimedia Commons |  |

|  | Kategorie „Church of Saint Lawrence of Rome (Černovičky) “ na Wikimedia Commons | Hledat fotografie a kategorie ve Wikimedia Commons podle rejstříkového čísla památky | Nahrát snímek k tomuto tématu do úložiště Wikimedia Commons |  |

|  | Kategorie „Chapel of the Holy Cross in Malé Číčovice “ na Wikimedia Commons | Hledat fotografie a kategorie ve Wikimedia Commons podle rejstříkového čísla památky | Nahrát snímek k tomuto tématu do úložiště Wikimedia Commons |  |

|  | Kategorie „Soubor památek na cestě z Tuchoměřic do Malých Číčovic “ na Wikimedia Commons | Hledat fotografie a kategorie ve Wikimedia Commons podle rejstříkového čísla památky | Nahrát snímek k tomuto tématu do úložiště Wikimedia Commons |  |

## Čisovice
| Památka                                  | Fotografie                                                            | Rejstříkové číslo v ÚSKP                                                             | Sídelní útvar                                               | Poloha                                                          | Popis a poznámky                                                            |
| ---------------------------------------- | --------------------------------------------------------------------- | ------------------------------------------------------------------------------------ | ----------------------------------------------------------- | --------------------------------------------------------------- | --------------------------------------------------------------------------- |
| Kaple Navštívení Panny Marie (Q36863071) | \| \| \| \| \| \|                                                     | 36620/2-2221 Pam. katalog MIS                                                        | Čisovice                                                    | horní část obce, st. 143 49°51′51,92″ s. š., 14°18′50,06″ v. d. | Kaple Navštívení Panny Marie · Zapsáno do státního seznamu před rokem 1988. |
|                                          | Kategorie „Chapel of the Visitation (Čisovice) “ na Wikimedia Commons | Hledat fotografie a kategorie ve Wikimedia Commons podle rejstříkového čísla památky | Nahrát snímek k tomuto tématu do úložiště Wikimedia Commons |                                                                 |                                                                             |

## Davle
|  | Kategorie „Chapel of the Visitation of the Virgin Mary in Davle “ na Wikimedia Commons | Hledat fotografie a kategorie ve Wikimedia Commons podle rejstříkového čísla památky | Nahrát snímek k tomuto tématu do úložiště Wikimedia Commons |  |

|  | Kategorie „Benedictine monastery Ostrov in Davle “ na Wikimedia Commons | Hledat fotografie a kategorie ve Wikimedia Commons podle rejstříkového čísla památky | Nahrát snímek k tomuto tématu do úložiště Wikimedia Commons |  |

|  | Kategorie „Church of Saint Kilian (Davle) “ na Wikimedia Commons | Hledat fotografie a kategorie ve Wikimedia Commons podle rejstříkového čísla památky | Nahrát snímek k tomuto tématu do úložiště Wikimedia Commons |  |

|  |  | Hledat fotografie a kategorie ve Wikimedia Commons podle rejstříkového čísla památky | Nahrát snímek k tomuto tématu do úložiště Wikimedia Commons |  |

## Dobřichovice
|  | Kategorie „Pelléova vila (Dobřichovice) “ na Wikimedia Commons | Hledat fotografie a kategorie ve Wikimedia Commons podle rejstříkového čísla památky | Nahrát snímek k tomuto tématu do úložiště Wikimedia Commons |  |

|  | Kategorie „Zámek Dobřichovice “ na Wikimedia Commons | Hledat fotografie a kategorie ve Wikimedia Commons podle rejstříkového čísla památky | Nahrát snímek k tomuto tématu do úložiště Wikimedia Commons |  |

|  | Kategorie „Calvary in Dobřichovice “ na Wikimedia Commons | Hledat fotografie a kategorie ve Wikimedia Commons podle rejstříkového čísla památky | Nahrát snímek k tomuto tématu do úložiště Wikimedia Commons |  |

|  |  | Hledat fotografie a kategorie ve Wikimedia Commons podle rejstříkového čísla památky | Nahrát snímek k tomuto tématu do úložiště Wikimedia Commons |  |

## Dolní Břežany
|  | Kategorie „Dolní Břežany Castle “ na Wikimedia Commons | Hledat fotografie a kategorie ve Wikimedia Commons podle rejstříkového čísla památky | Nahrát snímek k tomuto tématu do úložiště Wikimedia Commons |  |

|  | Kategorie „Calvary in Dolní Břežany “ na Wikimedia Commons | Hledat fotografie a kategorie ve Wikimedia Commons podle rejstříkového čísla památky | Nahrát snímek k tomuto tématu do úložiště Wikimedia Commons |  |

|  | Kategorie „Hradišťátko (Dolní Břežany) “ na Wikimedia Commons | Hledat fotografie a kategorie ve Wikimedia Commons podle rejstříkového čísla památky | Nahrát snímek k tomuto tématu do úložiště Wikimedia Commons |  |

|  | Kategorie „Chapel in Lhota (Dolní Břežany) “ na Wikimedia Commons | Hledat fotografie a kategorie ve Wikimedia Commons podle rejstříkového čísla památky | Nahrát snímek k tomuto tématu do úložiště Wikimedia Commons |  |

|  | Kategorie „Hálkův pomník (Dolní Břežany) “ na Wikimedia Commons | Hledat fotografie a kategorie ve Wikimedia Commons podle rejstříkového čísla památky | Nahrát snímek k tomuto tématu do úložiště Wikimedia Commons |  |

|  | Kategorie „Oppidum Závist “ na Wikimedia Commons | Hledat fotografie a kategorie ve Wikimedia Commons podle rejstříkového čísla památky | Nahrát snímek k tomuto tématu do úložiště Wikimedia Commons |  |

## Holubice
|  | Kategorie „Rotunda of the Nativity of the Virgin Mary in Holubice “ na Wikimedia Commons | Hledat fotografie a kategorie ve Wikimedia Commons podle rejstříkového čísla památky | Nahrát snímek k tomuto tématu do úložiště Wikimedia Commons |  |

|  | Kategorie „Holubice 6 (Prague-West District) “ na Wikimedia Commons | Hledat fotografie a kategorie ve Wikimedia Commons podle rejstříkového čísla památky | Nahrát snímek k tomuto tématu do úložiště Wikimedia Commons |  |

|  | Kategorie „Granary at the house nr 1 in Holubice (Prague-West District) “ na Wikimedia Commons | Hledat fotografie a kategorie ve Wikimedia Commons podle rejstříkového čísla památky | Nahrát snímek k tomuto tématu do úložiště Wikimedia Commons |  |

|  | Kategorie „Holubice 10, 11, 12 (Prague-West District)‎ “ na Wikimedia Commons | Hledat fotografie a kategorie ve Wikimedia Commons podle rejstříkového čísla památky | Nahrát snímek k tomuto tématu do úložiště Wikimedia Commons |  |

|  | Kategorie „Chapel of Saint Michael the Archangel (Kozinec) “ na Wikimedia Commons | Hledat fotografie a kategorie ve Wikimedia Commons podle rejstříkového čísla památky | Nahrát snímek k tomuto tématu do úložiště Wikimedia Commons |  |

|  | Kategorie „Mohylník Ers “ na Wikimedia Commons | Hledat fotografie a kategorie ve Wikimedia Commons podle rejstříkového čísla památky | Nahrát snímek k tomuto tématu do úložiště Wikimedia Commons |  |

## Horoměřice
| Památka                                       | Fotografie                                          | Rejstříkové číslo v ÚSKP                                                             | Sídelní útvar                                               | Poloha                                            | Popis a poznámky |
| --------------------------------------------- | --------------------------------------------------- | ------------------------------------------------------------------------------------ | ----------------------------------------------------------- | ------------------------------------------------- | --- |
| Zámek Horoměřice – křídlo s kaplí (Q37287355) | \| \| \| \| \| \|                                   | 18033/2-3390 Pam. katalog MIS                                                        | Horoměřice                                                  | Horoměřice 1 50°8′0,92″ s. š., 14°20′15,69″ v. d. | Zámek s omezením: bez části areálu. Zámecké křídlo s kaplí (parc. st. 70/1). · Zapsáno do státního seznamu před rokem 1988. |
|                                               | Kategorie „Horoměřice Castle “ na Wikimedia Commons | Hledat fotografie a kategorie ve Wikimedia Commons podle rejstříkového čísla památky | Nahrát snímek k tomuto tématu do úložiště Wikimedia Commons |                                                   | |

## Hostivice
|  | Kategorie „Kostel svatého Jakuba Většího (Hostivice) “ na Wikimedia Commons | Hledat fotografie a kategorie ve Wikimedia Commons podle rejstříkového čísla památky | Nahrát snímek k tomuto tématu do úložiště Wikimedia Commons |  |

|  | Kategorie „Rectory in Hostivice “ na Wikimedia Commons | Hledat fotografie a kategorie ve Wikimedia Commons podle rejstříkového čísla památky | Nahrát snímek k tomuto tématu do úložiště Wikimedia Commons |  |

|  | Kategorie „Hostivice Castle “ na Wikimedia Commons | Hledat fotografie a kategorie ve Wikimedia Commons podle rejstříkového čísla památky | Nahrát snímek k tomuto tématu do úložiště Wikimedia Commons |  |

|  | Kategorie „Maria column in Hostivice “ na Wikimedia Commons | Hledat fotografie a kategorie ve Wikimedia Commons podle rejstříkového čísla památky | Nahrát snímek k tomuto tématu do úložiště Wikimedia Commons |  |

|  | Kategorie „Litovická tvrz “ na Wikimedia Commons | Hledat fotografie a kategorie ve Wikimedia Commons podle rejstříkového čísla památky | Nahrát snímek k tomuto tématu do úložiště Wikimedia Commons |  |

|  | Kategorie „Chapel of Saint John of Nepomuk (Litovice) “ na Wikimedia Commons | Hledat fotografie a kategorie ve Wikimedia Commons podle rejstříkového čísla památky | Nahrát snímek k tomuto tématu do úložiště Wikimedia Commons |  |

|  | Kategorie „Pilgrim trail Prague Loreta - Hájek Loreta “ na Wikimedia Commons | Hledat fotografie a kategorie ve Wikimedia Commons podle rejstříkového čísla památky | Nahrát snímek k tomuto tématu do úložiště Wikimedia Commons |  |

## Hradištko
|  | Kategorie „Hradištko Castle “ na Wikimedia Commons | Hledat fotografie a kategorie ve Wikimedia Commons podle rejstříkového čísla památky | Nahrát snímek k tomuto tématu do úložiště Wikimedia Commons |  |

|  | Kategorie „Sekanka “ na Wikimedia Commons | Hledat fotografie a kategorie ve Wikimedia Commons podle rejstříkového čísla památky | Nahrát snímek k tomuto tématu do úložiště Wikimedia Commons |  |

|  |  | Hledat fotografie a kategorie ve Wikimedia Commons podle rejstříkového čísla památky | Nahrát snímek k tomuto tématu do úložiště Wikimedia Commons |  |

## Choteč
|  | Kategorie „Church of Saint Catherine in Choteč “ na Wikimedia Commons | Hledat fotografie a kategorie ve Wikimedia Commons podle rejstříkového čísla památky | Nahrát snímek k tomuto tématu do úložiště Wikimedia Commons |  |

|  | Kategorie „Statue of Saint Catherine in Choteč “ na Wikimedia Commons | Hledat fotografie a kategorie ve Wikimedia Commons podle rejstříkového čísla památky | Nahrát snímek k tomuto tématu do úložiště Wikimedia Commons |  |

|  | Kategorie „Choteč 30 “ na Wikimedia Commons | Hledat fotografie a kategorie ve Wikimedia Commons podle rejstříkového čísla památky | Nahrát snímek k tomuto tématu do úložiště Wikimedia Commons |  |

|  | Kategorie „Na zámkách (Choteč) “ na Wikimedia Commons | Hledat fotografie a kategorie ve Wikimedia Commons podle rejstříkového čísla památky | Nahrát snímek k tomuto tématu do úložiště Wikimedia Commons |  |

## Chrášťany
|  |  | Hledat fotografie a kategorie ve Wikimedia Commons podle rejstříkového čísla památky | Nahrát snímek k tomuto tématu do úložiště Wikimedia Commons |  |

|  | Kategorie „Statue of John of Nepomuk in Chrášťany (Prague-West District) “ na Wikimedia Commons | Hledat fotografie a kategorie ve Wikimedia Commons podle rejstříkového čísla památky | Nahrát snímek k tomuto tématu do úložiště Wikimedia Commons |  |

## Jeneč
|  | Kategorie „Hospodářský dvůr čp. 7, 8 a 106 (Jeneč) “ na Wikimedia Commons | Hledat fotografie a kategorie ve Wikimedia Commons podle rejstříkového čísla památky | Nahrát snímek k tomuto tématu do úložiště Wikimedia Commons |  |

|  | Kategorie „Post station in Jeneč “ na Wikimedia Commons | Hledat fotografie a kategorie ve Wikimedia Commons podle rejstříkového čísla památky | Nahrát snímek k tomuto tématu do úložiště Wikimedia Commons |  |

## Jesenice
|  | Kategorie „Zbraslavská 37 (Jesenice) “ na Wikimedia Commons | Hledat fotografie a kategorie ve Wikimedia Commons podle rejstříkového čísla památky | Nahrát snímek k tomuto tématu do úložiště Wikimedia Commons |  |

|  | Kategorie „Památník Maxmiliány Alsterlové z Astfeldu “ na Wikimedia Commons | Hledat fotografie a kategorie ve Wikimedia Commons podle rejstříkového čísla památky | Nahrát snímek k tomuto tématu do úložiště Wikimedia Commons |  |

|  |  | Hledat fotografie a kategorie ve Wikimedia Commons podle rejstříkového čísla památky | Nahrát snímek k tomuto tématu do úložiště Wikimedia Commons |  |

## Jíloviště
|  | Kategorie „Kazín Hill “ na Wikimedia Commons | Hledat fotografie a kategorie ve Wikimedia Commons podle rejstříkového čísla památky | Nahrát snímek k tomuto tématu do úložiště Wikimedia Commons |  |

|  | Kategorie „Humensko “ na Wikimedia Commons | Hledat fotografie a kategorie ve Wikimedia Commons podle rejstříkového čísla památky | Nahrát snímek k tomuto tématu do úložiště Wikimedia Commons |  |

## Kamenný Přívoz
| Památka                          | Fotografie                                                                  | Rejstříkové číslo v ÚSKP                                                             | Sídelní útvar                                               | Poloha                                 | Popis a poznámky                                                  |
| -------------------------------- | --------------------------------------------------------------------------- | ------------------------------------------------------------------------------------ | ----------------------------------------------------------- | -------------------------------------- | ----------------------------------------------------------------- |
| Kostel svaté Ludmily (Q37339216) | \| \| \| \| \| \|                                                           | 32550/2-2260 Pam. katalog MIS                                                        | Kamenný Přívoz                                              | 49°51′39,65″ s. š., 14°30′22,95″ v. d. | Kostel sv. Ludmily · Zapsáno do státního seznamu před rokem 1988. |
|                                  | Kategorie „Church of Saint Ludmila in Kamenný Přívoz “ na Wikimedia Commons | Hledat fotografie a kategorie ve Wikimedia Commons podle rejstříkového čísla památky | Nahrát snímek k tomuto tématu do úložiště Wikimedia Commons |                                        |                                                                   |

## Karlík
| Památka                                              | Fotografie                                                                        | Rejstříkové číslo v ÚSKP                                                             | Sídelní útvar                                               | Poloha                                      | Popis a poznámky                                                                |
| ---------------------------------------------------- | --------------------------------------------------------------------------------- | ------------------------------------------------------------------------------------ | ----------------------------------------------------------- | ------------------------------------------- | ------------------------------------------------------------------------------- |
| Kostel svatého Martina a svatého Prokopa (Q17138639) | \| \| \| \| \| \|                                                                 | 29358/2-2230 Pam. katalog MIS                                                        | Karlík                                                      | náves 49°56′8,19″ s. š., 14°15′40,65″ v. d. | Kostel sv. Martina a sv. Prokopa · Zapsáno do státního seznamu před rokem 1988. |
|                                                      | Kategorie „Church of Saints Martin and Procopius in Karlík “ na Wikimedia Commons | Hledat fotografie a kategorie ve Wikimedia Commons podle rejstříkového čísla památky | Nahrát snímek k tomuto tématu do úložiště Wikimedia Commons |                                             |                                                                                 |

## Klínec
| Památka               | Fotografie                                                        | Rejstříkové číslo v ÚSKP                                                             | Sídelní útvar                                               | Poloha                                                                               | Popis a poznámky                                                              |
| --------------------- | ----------------------------------------------------------------- | ------------------------------------------------------------------------------------ | ----------------------------------------------------------- | ------------------------------------------------------------------------------------ | ----------------------------------------------------------------------------- |
| Rudný důl (Q37422567) | \| \| \| \| \| \|                                                 | 34373/2-2362 Pam. katalog MIS                                                        | Klínec                                                      | východně od obce, ostroh nad Bojovským potokem 49°53′39,66″ s. š., 14°21′26,3″ v. d. | Rudný důl, archeologické stopy · Zapsáno do státního seznamu před rokem 1988. |
|                       | Kategorie „Těžební areál zlaté rudy Klínec “ na Wikimedia Commons | Hledat fotografie a kategorie ve Wikimedia Commons podle rejstříkového čísla památky | Nahrát snímek k tomuto tématu do úložiště Wikimedia Commons |                                                                                      |                                                                               |

## Kněževes
|  | Kategorie „Kněževes č. p. 10 (Prague-West District) “ na Wikimedia Commons | Hledat fotografie a kategorie ve Wikimedia Commons podle rejstříkového čísla památky | Nahrát snímek k tomuto tématu do úložiště Wikimedia Commons |  |

|  | Kategorie „Statue of John of Nepomuk in Kněževes “ na Wikimedia Commons | Hledat fotografie a kategorie ve Wikimedia Commons podle rejstříkového čísla památky | Nahrát snímek k tomuto tématu do úložiště Wikimedia Commons |  |

|  |  | Hledat fotografie a kategorie ve Wikimedia Commons podle rejstříkového čísla památky | Nahrát snímek k tomuto tématu do úložiště Wikimedia Commons |  |

|  | Kategorie „Kněževes č. p. 4 (Prague-West District) “ na Wikimedia Commons | Hledat fotografie a kategorie ve Wikimedia Commons podle rejstříkového čísla památky | Nahrát snímek k tomuto tématu do úložiště Wikimedia Commons |  |

## Kosoř
|  | Kategorie „Chapel of Saint Anne (Kosoř) “ na Wikimedia Commons | Hledat fotografie a kategorie ve Wikimedia Commons podle rejstříkového čísla památky | Nahrát snímek k tomuto tématu do úložiště Wikimedia Commons |  |

|  |  | Hledat fotografie a kategorie ve Wikimedia Commons podle rejstříkového čísla památky | Nahrát snímek k tomuto tématu do úložiště Wikimedia Commons |  |

## Kytín
| Památka                                    | Fotografie                                                              | Rejstříkové číslo v ÚSKP                                                             | Sídelní útvar                                               | Poloha                                     | Popis a poznámky                                                           |
| ------------------------------------------ | ----------------------------------------------------------------------- | ------------------------------------------------------------------------------------ | ----------------------------------------------------------- | ------------------------------------------ | -------------------------------------------------------------------------- |
| Kostel Nanebevzetí Panny Marie (Q37452083) | \| \| \| \| \| \|                                                       | 15930/2-3407 Pam. katalog MIS                                                        | Kytín                                                       | náves 49°51′0,77″ s. š., 14°13′5,56″ v. d. | Kostel Nanebevzetí P. Marie · Zapsáno do státního seznamu před rokem 1988. |
|                                            | Kategorie „Church of Assumption of Mary in Kytín “ na Wikimedia Commons | Hledat fotografie a kategorie ve Wikimedia Commons podle rejstříkového čísla památky | Nahrát snímek k tomuto tématu do úložiště Wikimedia Commons |                                            |                                                                            |

## Libčice nad Vltavou
|  | Kategorie „Church of Saint Bartholomew in Libčice nad Vltavou “ na Wikimedia Commons | Hledat fotografie a kategorie ve Wikimedia Commons podle rejstříkového čísla památky | Nahrát snímek k tomuto tématu do úložiště Wikimedia Commons |  |

|  | Kategorie „Evangelical church (Libčice nad Vltavou) “ na Wikimedia Commons | Hledat fotografie a kategorie ve Wikimedia Commons podle rejstříkového čísla památky | Nahrát snímek k tomuto tématu do úložiště Wikimedia Commons |  |

|  | Kategorie „Grave of Fischer family with statue of Christ in Libčice nad Vltavou “ na Wikimedia Commons | Hledat fotografie a kategorie ve Wikimedia Commons podle rejstříkového čísla památky | Nahrát snímek k tomuto tématu do úložiště Wikimedia Commons |  |

|  | Kategorie „Grave of Fišer family at the evangelical cemetery in Libčice nad Vltavou “ na Wikimedia Commons | Hledat fotografie a kategorie ve Wikimedia Commons podle rejstříkového čísla památky | Nahrát snímek k tomuto tématu do úložiště Wikimedia Commons |  |

|  |  | Hledat fotografie a kategorie ve Wikimedia Commons podle rejstříkového čísla památky | Nahrát snímek k tomuto tématu do úložiště Wikimedia Commons |  |

|  | Kategorie „Liběhrad “ na Wikimedia Commons | Hledat fotografie a kategorie ve Wikimedia Commons podle rejstříkového čísla památky | Nahrát snímek k tomuto tématu do úložiště Wikimedia Commons |  |

|  | Kategorie „Mohylník v Chýnovském háji “ na Wikimedia Commons | Hledat fotografie a kategorie ve Wikimedia Commons podle rejstříkového čísla památky | Nahrát snímek k tomuto tématu do úložiště Wikimedia Commons |  |

## Libeř
|  | Kategorie „Church of Saint Giles in Libeř “ na Wikimedia Commons | Hledat fotografie a kategorie ve Wikimedia Commons podle rejstříkového čísla památky | Nahrát snímek k tomuto tématu do úložiště Wikimedia Commons |  |

|  | Kategorie „Stone bridge over the Zahořanský potok in Libeř “ na Wikimedia Commons | Hledat fotografie a kategorie ve Wikimedia Commons podle rejstříkového čísla památky | Nahrát snímek k tomuto tématu do úložiště Wikimedia Commons |  |

## Lichoceves
|  | Kategorie „Church of the Nativity of Saint John the Baptist in Noutonice “ na Wikimedia Commons | Hledat fotografie a kategorie ve Wikimedia Commons podle rejstříkového čísla památky | Nahrát snímek k tomuto tématu do úložiště Wikimedia Commons |  |

|  | Kategorie „Railway bridge over the Zákolanský potok at Nový mlýn “ na Wikimedia Commons | Hledat fotografie a kategorie ve Wikimedia Commons podle rejstříkového čísla památky | Nahrát snímek k tomuto tématu do úložiště Wikimedia Commons |  |

## Líšnice
|  |  | Hledat fotografie a kategorie ve Wikimedia Commons podle rejstříkového čísla památky | Nahrát snímek k tomuto tématu do úložiště Wikimedia Commons |  |

|  | Kategorie „Church of All Saints (Líšnice) “ na Wikimedia Commons | Hledat fotografie a kategorie ve Wikimedia Commons podle rejstříkového čísla památky | Nahrát snímek k tomuto tématu do úložiště Wikimedia Commons |  |

## Ohrobec
|  | Kategorie „Ohrobec 12 “ na Wikimedia Commons | Hledat fotografie a kategorie ve Wikimedia Commons podle rejstříkového čísla památky | Nahrát snímek k tomuto tématu do úložiště Wikimedia Commons |  |

|  | Kategorie „Belfry (Ohrobec) “ na Wikimedia Commons | Hledat fotografie a kategorie ve Wikimedia Commons podle rejstříkového čísla památky | Nahrát snímek k tomuto tématu do úložiště Wikimedia Commons |  |

## Okoř
| Památka             | Fotografie                                    | Rejstříkové číslo v ÚSKP                                                             | Sídelní útvar                                               | Poloha                                                                           | Popis a poznámky |
| ------------------- | --------------------------------------------- | ------------------------------------------------------------------------------------ | ----------------------------------------------------------- | -------------------------------------------------------------------------------- | --- |
| Hrad Okoř (Q956766) | \| \| \| \| \| \|                             | 27089/2-2272 Pam. katalog MIS                                                        | Okoř                                                        | Okoř 13, 14, 18, 19, 26, západní okraj vsi 50°9′49,75″ s. š., 14°15′18,14″ v. d. | Hrad Okoř, zřícenina rozsáhlého hradu budovaného v 13.–15. století. V době 30leté války hrad zpustl, poslední stavební úpravy proběhly v 18. století. Z původní dispozice jsou dochována torza gotického opevnění, paláců a kaple. - věž s kaplí, jižní palác, západní palác, brána IV., hradební zeď horního hradu, studniční věž, refektář, st. 24 - budova v hradbě dolního hradu, st. 21 - hradba s baštami dolního hradu: parc. st. 19, 20, 21, 22/1, 22/2, 23, pp. 96, 98, 100, 101, 102 - pp. 51, 89/1, 90, 94, 95/1, 99, 389/1, 389/2 · Památkově chráněno od roku 1965. |
|                     | Kategorie „Castle Okoř “ na Wikimedia Commons | Hledat fotografie a kategorie ve Wikimedia Commons podle rejstříkového čísla památky | Nahrát snímek k tomuto tématu do úložiště Wikimedia Commons |                                                                                  | |

## Okrouhlo
| Památka                     | Fotografie                                    | Rejstříkové číslo v ÚSKP                                                             | Sídelní útvar                                               | Poloha                                                               | Popis a poznámky                                                  |
| --------------------------- | --------------------------------------------- | ------------------------------------------------------------------------------------ | ----------------------------------------------------------- | -------------------------------------------------------------------- | ----------------------------------------------------------------- |
| Usedlost čp. 32 (Q33406582) | \| \| \| \| \| \|                             | 38876/2-2277 Pam. katalog MIS                                                        | Okrouhlo                                                    | Okrouhlo 32, jižní strana obce 49°55′3,59″ s. š., 14°26′47,73″ v. d. | Venkovská usedlost · Zapsáno do státního seznamu před rokem 1988. |
|                             | Kategorie „Okrouhlo 32 “ na Wikimedia Commons | Hledat fotografie a kategorie ve Wikimedia Commons podle rejstříkového čísla památky | Nahrát snímek k tomuto tématu do úložiště Wikimedia Commons |                                                                      |                                                                   |

## Ořech
| Památka                                                | Fotografie                                                                                  | Rejstříkové číslo v ÚSKP                                                             | Sídelní útvar                                               | Poloha                                                          | Popis a poznámky |
| ------------------------------------------------------ | ------------------------------------------------------------------------------------------- | ------------------------------------------------------------------------------------ | ----------------------------------------------------------- | --------------------------------------------------------------- | --- |
| Kostel Stětí svatého Jana Křtitele s farou (Q23712791) | \| \| \| \| \| \|                                                                           | 22352/2-2278 Pam. katalog MIS                                                        | Ořech                                                       | Baarovo náměstí 10, st. 2 50°1′17,88″ s. š., 14°17′47,27″ v. d. | Kostel Stětí sv. Jana Křtitele: * jednolodní orientovaný kostel, původně středověká stavba byla barokně upravena, st. 2* socha sv. Jana Nepomuckého, pp. 19* ohradní zeď, severně od kostela, pp. 20* pp. 18, část st. 4* patrová, volně stojící fara čp. 10, z 1. poloviny 18. století, západně od kostela, na jihozápadní straně ohradní zeď s pilířovou branou, pp. 325 · Památkově chráněno od roku 1965. |
|                                                        | Kategorie „Church of the Beheading of Saint John the Baptist (Ořech) “ na Wikimedia Commons | Hledat fotografie a kategorie ve Wikimedia Commons podle rejstříkového čísla památky | Nahrát snímek k tomuto tématu do úložiště Wikimedia Commons |                                                                 | |

## Petrov
|  |  | Hledat fotografie a kategorie ve Wikimedia Commons podle rejstříkového čísla památky | Nahrát snímek k tomuto tématu do úložiště Wikimedia Commons |  |

|  |  | Hledat fotografie a kategorie ve Wikimedia Commons podle rejstříkového čísla památky | Nahrát snímek k tomuto tématu do úložiště Wikimedia Commons |  |

|  |  | Hledat fotografie a kategorie ve Wikimedia Commons podle rejstříkového čísla památky | Nahrát snímek k tomuto tématu do úložiště Wikimedia Commons |  |

## Pohoří
|  | Kategorie „Pinkoviště Halíře “ na Wikimedia Commons | Hledat fotografie a kategorie ve Wikimedia Commons podle rejstříkového čísla památky | Nahrát snímek k tomuto tématu do úložiště Wikimedia Commons |  |

|  | Kategorie „Na zámku (Skalsko) “ na Wikimedia Commons | Hledat fotografie a kategorie ve Wikimedia Commons podle rejstříkového čísla památky | Nahrát snímek k tomuto tématu do úložiště Wikimedia Commons |  |

## Průhonice
| Památka                     | Fotografie                                         | Rejstříkové číslo v ÚSKP                                                             | Sídelní útvar                                               | Poloha                                                                         | Popis a poznámky |
| --------------------------- | -------------------------------------------------- | ------------------------------------------------------------------------------------ | ----------------------------------------------------------- | ------------------------------------------------------------------------------ | --- |
| Zámek Průhonice (Q10968666) | \| \| \| \| \| \|                                  | 33728/2-2285 Pam. katalog MIS                                                        | Průhonice                                                   | Průhonice, Osnice, Zdiměřice, Dobřejovice 50°0′1,78″ s. š., 14°33′28,42″ v. d. | Zámek se zámeckým parkem - V Průhonicích jsou adresy přiřazeny ke Květnovému náměstí. - Č. p. 1 (zámek) - Č. p. 2 (vrátnice) - Č. p. 31 (rybárna na parcele č. 38) - Č. p. 58 (hájovna na parcele 1029, bez hospodářského objektu) - Č. p. 64 (hájovna na parcele 1023 a 1024, chráněna bez hospodářských objektů) - Č. p. 90 (hájovna na parcele 766/2) - Č. p. 792 (herbáře, parcela č. 17) - kostel Narození Panny Marie na parcele č. 1, - zámek, bašta, studna, terasa se schodištěm na parcele č. 2, - kašna na parcele č. 5 - vrátnice a ohradní zeď s bránou na parcele č. 7 - ohradní zeď a socha sv. Jana Nepomuckého na parcele č. 8 - alpský srub na parcele č. 775 - gloriet na parcele č. 783 - bývalá hájovna Welzovna na parcele č. 990 - Česká chalupa na parcele č. 1055 - Wachhaus (strážní domek) na parcele č. 1104 - komunikace na parcele č. 724 - Botič na parcelách č. 780/1, 780/2, 1063, vodní toky na parcelách č. 35, 1120, vodní plochy na parcelách č. 760, 773, 779, 780, 997, 1010, Podzámecký rybník na parcele č. 762, rybník na parcele č. 1051, rybník a zeď na hrázi rybníka na parcele č. 1111. - Na území Zdiměřic kromě parku též kaple Jména Panny Marie (parcela č. 15) - Na území Dobřejovic park na parcele č. 701 · Zapsáno do státního seznamu před rokem 1988. |
|                             | Kategorie „Průhonice Castle “ na Wikimedia Commons | Hledat fotografie a kategorie ve Wikimedia Commons podle rejstříkového čísla památky | Nahrát snímek k tomuto tématu do úložiště Wikimedia Commons |                                                                                | |

## Psáry
| Památka                            | Fotografie                                                                   | Rejstříkové číslo v ÚSKP                                                             | Sídelní útvar                                               | Poloha                                | Popis a poznámky                                                  |
| ---------------------------------- | ---------------------------------------------------------------------------- | ------------------------------------------------------------------------------------ | ----------------------------------------------------------- | ------------------------------------- | ----------------------------------------------------------------- |
| Kostel svatého Václava (Q37176394) | \| \| \| \| \| \|                                                            | 21254/2-2288 Pam. katalog MIS                                                        | Dolní Jirčany                                               | 49°56′53,93″ s. š., 14°31′9,39″ v. d. | Kostel sv. Václava · Zapsáno do státního seznamu před rokem 1988. |
|                                    | Kategorie „Church of Saint Wenceslaus (Dolní Jirčany) “ na Wikimedia Commons | Hledat fotografie a kategorie ve Wikimedia Commons podle rejstříkového čísla památky | Nahrát snímek k tomuto tématu do úložiště Wikimedia Commons |                                       |                                                                   |

## Ptice
| Památka                      | Fotografie        | Rejstříkové číslo v ÚSKP                                                             | Sídelní útvar                                               | Poloha                                                | Popis a poznámky |
| ---------------------------- | ----------------- | ------------------------------------------------------------------------------------ | ----------------------------------------------------------- | ----------------------------------------------------- | --- |
| Usedlost čp. 122 (Q31207765) | \| \| \| \| \| \| | 25685/2-2800 Pam. katalog MIS                                                        | Ptice                                                       | Ptice 122, náves 50°3′7,32″ s. š., 14°10′30,99″ v. d. | Venkovská usedlost: obytně hospodářská budova, brána I., brána II., špýchar · Zapsáno do státního seznamu před rokem 1988. |
|                              |                   | Hledat fotografie a kategorie ve Wikimedia Commons podle rejstříkového čísla památky | Nahrát snímek k tomuto tématu do úložiště Wikimedia Commons |                                                       | |

## Roblín
| Památka              | Fotografie                                         | Rejstříkové číslo v ÚSKP                                                             | Sídelní útvar                                               | Poloha                                       | Popis a poznámky                                        |
| -------------------- | -------------------------------------------------- | ------------------------------------------------------------------------------------ | ----------------------------------------------------------- | -------------------------------------------- | ------------------------------------------------------- |
| Kaplička (Q38091401) | \| \| \| \| \| \|                                  | 24839/2-2290 Pam. katalog MIS                                                        | Roblín                                                      | náves 49°57′42,84″ s. š., 14°14′53,53″ v. d. | Kaplička · Zapsáno do státního seznamu před rokem 1988. |
|                      | Kategorie „Chapel in Roblín “ na Wikimedia Commons | Hledat fotografie a kategorie ve Wikimedia Commons podle rejstříkového čísla památky | Nahrát snímek k tomuto tématu do úložiště Wikimedia Commons |                                              |                                                         |

## Rudná
|  | Kategorie „Hořelice Castle “ na Wikimedia Commons | Hledat fotografie a kategorie ve Wikimedia Commons podle rejstříkového čísla památky | Nahrát snímek k tomuto tématu do úložiště Wikimedia Commons |  |

|  | Kategorie „Church of the Beheading of Saint John the Baptist in Hořelice “ na Wikimedia Commons | Hledat fotografie a kategorie ve Wikimedia Commons podle rejstříkového čísla památky | Nahrát snímek k tomuto tématu do úložiště Wikimedia Commons |  |

|  | Kategorie „Husův sbor (Hořelice) “ na Wikimedia Commons | Hledat fotografie a kategorie ve Wikimedia Commons podle rejstříkového čísla památky | Nahrát snímek k tomuto tématu do úložiště Wikimedia Commons |  |

## Řitka
| Památka                 | Fotografie        | Rejstříkové číslo v ÚSKP                                                             | Sídelní útvar                                               | Poloha                                             | Popis a poznámky                                     |
| ----------------------- | ----------------- | ------------------------------------------------------------------------------------ | ----------------------------------------------------------- | -------------------------------------------------- | ---------------------------------------------------- |
| Zámek Řitka (Q31208123) | \| \| \| \| \| \| | 20624/2-2298 Pam. katalog MIS                                                        | Řitka                                                       | Všenorská 1 49°53′46,32″ s. š., 14°17′30,91″ v. d. | Zámek · Zapsáno do státního seznamu před rokem 1988. |
|                         |                   | Hledat fotografie a kategorie ve Wikimedia Commons podle rejstříkového čísla památky | Nahrát snímek k tomuto tématu do úložiště Wikimedia Commons |                                                    |                                                      |

## Slapy
|  |  | Hledat fotografie a kategorie ve Wikimedia Commons podle rejstříkového čísla památky | Nahrát snímek k tomuto tématu do úložiště Wikimedia Commons |  |

|  | Kategorie „Church of Saints Peter and Paul in Slapy “ na Wikimedia Commons | Hledat fotografie a kategorie ve Wikimedia Commons podle rejstříkového čísla památky | Nahrát snímek k tomuto tématu do úložiště Wikimedia Commons |  |

|  | Kategorie „Chapel of the Assumption (Přestavlky) “ na Wikimedia Commons | Hledat fotografie a kategorie ve Wikimedia Commons podle rejstříkového čísla památky | Nahrát snímek k tomuto tématu do úložiště Wikimedia Commons |  |

## Statenice
| Památka                     | Fotografie                                         | Rejstříkové číslo v ÚSKP                                                             | Sídelní útvar                                               | Poloha                                          | Popis a poznámky                                                              |
| --------------------------- | -------------------------------------------------- | ------------------------------------------------------------------------------------ | ----------------------------------------------------------- | ----------------------------------------------- | ----------------------------------------------------------------------------- |
| Zámek Statenice (Q33406569) | \| \| \| \| \| \|                                  | 45990/2-2304 Pam. katalog MIS                                                        | Statenice                                                   | Statenice 1 50°8′34,05″ s. š., 14°19′3,1″ v. d. | Zámek · Poznámka: SZ část obce · Zapsáno do státního seznamu před rokem 1988. |
|                             | Kategorie „Statenice Castle “ na Wikimedia Commons | Hledat fotografie a kategorie ve Wikimedia Commons podle rejstříkového čísla památky | Nahrát snímek k tomuto tématu do úložiště Wikimedia Commons |                                                 |                                                                               |

## Svrkyně
|  | Kategorie „Church of Saint Michael in Svrkyně “ na Wikimedia Commons | Hledat fotografie a kategorie ve Wikimedia Commons podle rejstříkového čísla památky | Nahrát snímek k tomuto tématu do úložiště Wikimedia Commons |  |

|  | Kategorie „Svrkyňský mohylník “ na Wikimedia Commons | Hledat fotografie a kategorie ve Wikimedia Commons podle rejstříkového čísla památky | Nahrát snímek k tomuto tématu do úložiště Wikimedia Commons |  |

|  | Kategorie „Railway bridge over the Zákolanský potok at Nový mlýn “ na Wikimedia Commons | Hledat fotografie a kategorie ve Wikimedia Commons podle rejstříkového čísla památky | Nahrát snímek k tomuto tématu do úložiště Wikimedia Commons |  |

## Štěchovice
|  | Kategorie „Most Dr. Edvarda Beneše (Štěchovice) “ na Wikimedia Commons | Hledat fotografie a kategorie ve Wikimedia Commons podle rejstříkového čísla památky | Nahrát snímek k tomuto tématu do úložiště Wikimedia Commons |  |

|  |  | Hledat fotografie a kategorie ve Wikimedia Commons podle rejstříkového čísla památky | Nahrát snímek k tomuto tématu do úložiště Wikimedia Commons |  |

|  | Kategorie „Church of Saint John of Nepomuk in Štěchovice “ na Wikimedia Commons | Hledat fotografie a kategorie ve Wikimedia Commons podle rejstříkového čísla památky | Nahrát snímek k tomuto tématu do úložiště Wikimedia Commons |  |

|  | Kategorie „Ferdinand Column at Svatojánské proudy “ na Wikimedia Commons | Hledat fotografie a kategorie ve Wikimedia Commons podle rejstříkového čísla památky | Nahrát snímek k tomuto tématu do úložiště Wikimedia Commons |  |

|  | Kategorie „Statue of Saint John of Nepomuk at Svatojánské proudy “ na Wikimedia Commons | Hledat fotografie a kategorie ve Wikimedia Commons podle rejstříkového čísla památky | Nahrát snímek k tomuto tématu do úložiště Wikimedia Commons |  |

## Tachlovice
|  | Kategorie „Rectory in Tachlovice “ na Wikimedia Commons | Hledat fotografie a kategorie ve Wikimedia Commons podle rejstříkového čísla památky | Nahrát snímek k tomuto tématu do úložiště Wikimedia Commons |  |

|  | Kategorie „Church of Saint James the Greater in Tachlovice “ na Wikimedia Commons | Hledat fotografie a kategorie ve Wikimedia Commons podle rejstříkového čísla památky | Nahrát snímek k tomuto tématu do úložiště Wikimedia Commons |  |

## Trnová
|  | Kategorie „Trnová Castle “ na Wikimedia Commons | Hledat fotografie a kategorie ve Wikimedia Commons podle rejstříkového čísla památky | Nahrát snímek k tomuto tématu do úložiště Wikimedia Commons |  |

|  | Kategorie „Church of the Holy Spirit (Trnová) “ na Wikimedia Commons | Hledat fotografie a kategorie ve Wikimedia Commons podle rejstříkového čísla památky | Nahrát snímek k tomuto tématu do úložiště Wikimedia Commons |  |

## Třebotov
|  | Kategorie „Třebotov Castle “ na Wikimedia Commons | Hledat fotografie a kategorie ve Wikimedia Commons podle rejstříkového čísla památky | Nahrát snímek k tomuto tématu do úložiště Wikimedia Commons |  |

|  | Kategorie „Třebotov 14 “ na Wikimedia Commons | Hledat fotografie a kategorie ve Wikimedia Commons podle rejstříkového čísla památky | Nahrát snímek k tomuto tématu do úložiště Wikimedia Commons |  |

## Tuchoměřice
|  | Kategorie „Tuchoměřice Castle “ na Wikimedia Commons | Hledat fotografie a kategorie ve Wikimedia Commons podle rejstříkového čísla památky | Nahrát snímek k tomuto tématu do úložiště Wikimedia Commons |  |

|  | Kategorie „Chapel of Saint Rosalia (Tuchoměřice) “ na Wikimedia Commons | Hledat fotografie a kategorie ve Wikimedia Commons podle rejstříkového čísla památky | Nahrát snímek k tomuto tématu do úložiště Wikimedia Commons |  |

|  | Kategorie „Soubor památek na cestě z Tuchoměřic do Malých Číčovic “ na Wikimedia Commons | Hledat fotografie a kategorie ve Wikimedia Commons podle rejstříkového čísla památky | Nahrát snímek k tomuto tématu do úložiště Wikimedia Commons |  |

## Tursko
|  | Kategorie „Zájezdní hostinec (Tursko) “ na Wikimedia Commons | Hledat fotografie a kategorie ve Wikimedia Commons podle rejstříkového čísla památky | Nahrát snímek k tomuto tématu do úložiště Wikimedia Commons |  |

|  | Kategorie „Church of Saint Martin in Tursko “ na Wikimedia Commons | Hledat fotografie a kategorie ve Wikimedia Commons podle rejstříkového čísla památky | Nahrát snímek k tomuto tématu do úložiště Wikimedia Commons |  |

|  | Kategorie „World War I memorial in Tursko “ na Wikimedia Commons | Hledat fotografie a kategorie ve Wikimedia Commons podle rejstříkového čísla památky | Nahrát snímek k tomuto tématu do úložiště Wikimedia Commons |  |

|  | Kategorie „Krliš “ na Wikimedia Commons | Hledat fotografie a kategorie ve Wikimedia Commons podle rejstříkového čísla památky | Nahrát snímek k tomuto tématu do úložiště Wikimedia Commons |  |

## Úholičky
| Památka                    | Fotografie                                        | Rejstříkové číslo v ÚSKP                                                             | Sídelní útvar                                               | Poloha                                          | Popis a poznámky                                     |
| -------------------------- | ------------------------------------------------- | ------------------------------------------------------------------------------------ | ----------------------------------------------------------- | ----------------------------------------------- | ---------------------------------------------------- |
| Zámek Úholičky (Q33419978) | \| \| \| \| \| \|                                 | 22305/2-2330 Pam. katalog MIS                                                        | Úholičky                                                    | Úholičky 1 50°9′40,8″ s. š., 14°19′59,79″ v. d. | Zámek · Zapsáno do státního seznamu před rokem 1988. |
|                            | Kategorie „Úholičky Castle “ na Wikimedia Commons | Hledat fotografie a kategorie ve Wikimedia Commons podle rejstříkového čísla památky | Nahrát snímek k tomuto tématu do úložiště Wikimedia Commons |                                                 |                                                      |

## Úhonice
|  | Kategorie „Funeral chapel in Úhonice “ na Wikimedia Commons | Hledat fotografie a kategorie ve Wikimedia Commons podle rejstříkového čísla památky | Nahrát snímek k tomuto tématu do úložiště Wikimedia Commons |  |

|  | Kategorie „Chapel of Saint Florian (Úhonice) “ na Wikimedia Commons | Hledat fotografie a kategorie ve Wikimedia Commons podle rejstříkového čísla památky | Nahrát snímek k tomuto tématu do úložiště Wikimedia Commons |  |

|  |  | Hledat fotografie a kategorie ve Wikimedia Commons podle rejstříkového čísla památky | Nahrát snímek k tomuto tématu do úložiště Wikimedia Commons |  |

|  |  | Hledat fotografie a kategorie ve Wikimedia Commons podle rejstříkového čísla památky | Nahrát snímek k tomuto tématu do úložiště Wikimedia Commons |  |

|  |  | Hledat fotografie a kategorie ve Wikimedia Commons podle rejstříkového čísla památky | Nahrát snímek k tomuto tématu do úložiště Wikimedia Commons |  |

|  |  | Hledat fotografie a kategorie ve Wikimedia Commons podle rejstříkového čísla památky | Nahrát snímek k tomuto tématu do úložiště Wikimedia Commons |  |

## Únětice
|  | Kategorie „Chapel of Saint John of Nepomuk in Únětice (Prague-West Distict) “ na Wikimedia Commons | Hledat fotografie a kategorie ve Wikimedia Commons podle rejstříkového čísla památky | Nahrát snímek k tomuto tématu do úložiště Wikimedia Commons |  |

|  | Kategorie „Kostel Nanebevzetí Panny Marie v Úněticích “ na Wikimedia Commons | Hledat fotografie a kategorie ve Wikimedia Commons podle rejstříkového čísla památky | Nahrát snímek k tomuto tématu do úložiště Wikimedia Commons |  |

|  | Kategorie „Chapel of Saint Joseph (Únětice) “ na Wikimedia Commons | Hledat fotografie a kategorie ve Wikimedia Commons podle rejstříkového čísla památky | Nahrát snímek k tomuto tématu do úložiště Wikimedia Commons |  |

|  | Kategorie „Únětice (bronze age grave field) “ na Wikimedia Commons | Hledat fotografie a kategorie ve Wikimedia Commons podle rejstříkového čísla památky | Nahrát snímek k tomuto tématu do úložiště Wikimedia Commons |  |

## Velké Přílepy
|  | Kategorie „Chapel of Virgin Mary in Velké Přílepy “ na Wikimedia Commons | Hledat fotografie a kategorie ve Wikimedia Commons podle rejstříkového čísla památky | Nahrát snímek k tomuto tématu do úložiště Wikimedia Commons |  |

|  | Kategorie „Restaurant Špejchar (Velké Přílepy) “ na Wikimedia Commons | Hledat fotografie a kategorie ve Wikimedia Commons podle rejstříkového čísla památky | Nahrát snímek k tomuto tématu do úložiště Wikimedia Commons |  |

|  | Kategorie „Chapel of Saint Godehard in Velké Přílepy “ na Wikimedia Commons | Hledat fotografie a kategorie ve Wikimedia Commons podle rejstříkového čísla památky | Nahrát snímek k tomuto tématu do úložiště Wikimedia Commons |  |

## Vonoklasy
| Památka                     | Fotografie                                     | Rejstříkové číslo v ÚSKP                                                             | Sídelní útvar                                               | Poloha                                                   | Popis a poznámky                                                  |
| --------------------------- | ---------------------------------------------- | ------------------------------------------------------------------------------------ | ----------------------------------------------------------- | -------------------------------------------------------- | ----------------------------------------------------------------- |
| Usedlost čp. 12 (Q31453782) | \| \| \| \| \| \|                              | 32911/2-2339 Pam. katalog MIS                                                        | Vonoklasy                                                   | Vonoklasy 12, náves 49°57′1,3″ s. š., 14°16′35,04″ v. d. | Venkovská usedlost · Zapsáno do státního seznamu před rokem 1988. |
|                             | Kategorie „Vonoklasy 12 “ na Wikimedia Commons | Hledat fotografie a kategorie ve Wikimedia Commons podle rejstříkového čísla památky | Nahrát snímek k tomuto tématu do úložiště Wikimedia Commons |                                                          |                                                                   |

## Vrané nad Vltavou
| Památka                         | Fotografie                                                                    | Rejstříkové číslo v ÚSKP                                                             | Sídelní útvar                                               | Poloha                                 | Popis a poznámky                                               |
| ------------------------------- | ----------------------------------------------------------------------------- | ------------------------------------------------------------------------------------ | ----------------------------------------------------------- | -------------------------------------- | -------------------------------------------------------------- |
| Kostel svatého Jiří (Q20428014) | \| \| \| \| \| \|                                                             | 19284/2-2340 Pam. katalog MIS                                                        | Vrané nad Vltavou                                           | 49°56′23,27″ s. š., 14°23′17,57″ v. d. | Kostel sv. Jiří · Zapsáno do státního seznamu před rokem 1988. |
|                                 | Kategorie „Church of Saint George in Vrané nad Vltavou “ na Wikimedia Commons | Hledat fotografie a kategorie ve Wikimedia Commons podle rejstříkového čísla památky | Nahrát snímek k tomuto tématu do úložiště Wikimedia Commons |                                        |                                                                |

## Všenory
|  | Kategorie „Pohřební kaple (Všenory) “ na Wikimedia Commons | Hledat fotografie a kategorie ve Wikimedia Commons podle rejstříkového čísla památky | Nahrát snímek k tomuto tématu do úložiště Wikimedia Commons |  |

|  | Kategorie „Gloriet (Všenory) “ na Wikimedia Commons | Hledat fotografie a kategorie ve Wikimedia Commons podle rejstříkového čísla památky | Nahrát snímek k tomuto tématu do úložiště Wikimedia Commons |  |

|  | Kategorie „Church of Saint Wenceslaus (Horní Mokropsy) “ na Wikimedia Commons | Hledat fotografie a kategorie ve Wikimedia Commons podle rejstříkového čísla památky | Nahrát snímek k tomuto tématu do úložiště Wikimedia Commons |  |

## Zbuzany
| Památka                 | Fotografie                                                  | Rejstříkové číslo v ÚSKP                                                             | Sídelní útvar                                               | Poloha                                                     | Popis a poznámky                                 |
| ----------------------- | ----------------------------------------------------------- | ------------------------------------------------------------------------------------ | ----------------------------------------------------------- | ---------------------------------------------------------- | ------------------------------------------------ |
| Smírčí kříž (Q38227571) | \| \| \| \| \| \|                                           | 49835/2-4369 Pam. katalog MIS                                                        | Zbuzany                                                     | Pod Ouporem u kamene 50°1′21,78″ s. š., 14°16′53,28″ v. d. | Smírčí kříž Památkově chráněno od 7. dubna 1999. |
|                         | Kategorie „Penitence cross (Zbuzany) “ na Wikimedia Commons | Hledat fotografie a kategorie ve Wikimedia Commons podle rejstříkového čísla památky | Nahrát snímek k tomuto tématu do úložiště Wikimedia Commons |                                                            |                                                  |

## Zlatníky-Hodkovice
| Památka              | Fotografie        | Rejstříkové číslo v ÚSKP                                                             | Sídelní útvar                                               | Poloha                                 | Popis a poznámky                                        |
| -------------------- | ----------------- | ------------------------------------------------------------------------------------ | ----------------------------------------------------------- | -------------------------------------- | ------------------------------------------------------- |
| Zvonička (Q37279112) | \| \| \| \| \| \| | 35218/2-2235 Pam. katalog MIS                                                        | Hodkovice                                                   | 49°58′18,28″ s. š., 14°28′59,88″ v. d. | Zvonička · Zapsáno do státního seznamu před rokem 1988. |
|                      |                   | Hledat fotografie a kategorie ve Wikimedia Commons podle rejstříkového čísla památky | Nahrát snímek k tomuto tématu do úložiště Wikimedia Commons |                                        |                                                         |

## Zvole
|  | Kategorie „Church of Saint Margaret in Zvole “ na Wikimedia Commons | Hledat fotografie a kategorie ve Wikimedia Commons podle rejstříkového čísla památky | Nahrát snímek k tomuto tématu do úložiště Wikimedia Commons |  |

|  | Kategorie „Barn at the house no 12 in Zvole (Prague-West District) “ na Wikimedia Commons | Hledat fotografie a kategorie ve Wikimedia Commons podle rejstříkového čísla památky | Nahrát snímek k tomuto tématu do úložiště Wikimedia Commons |  |

|  | Kategorie „Tvrziště Zvole “ na Wikimedia Commons | Hledat fotografie a kategorie ve Wikimedia Commons podle rejstříkového čísla památky | Nahrát snímek k tomuto tématu do úložiště Wikimedia Commons |  |

|  | Kategorie „Hřibov “ na Wikimedia Commons | Hledat fotografie a kategorie ve Wikimedia Commons podle rejstříkového čísla památky | Nahrát snímek k tomuto tématu do úložiště Wikimedia Commons |  |

|  | Kategorie „Zvolská homole (hill fort) “ na Wikimedia Commons | Hledat fotografie a kategorie ve Wikimedia Commons podle rejstříkového čísla památky | Nahrát snímek k tomuto tématu do úložiště Wikimedia Commons |  |